# Medusa (mitología)

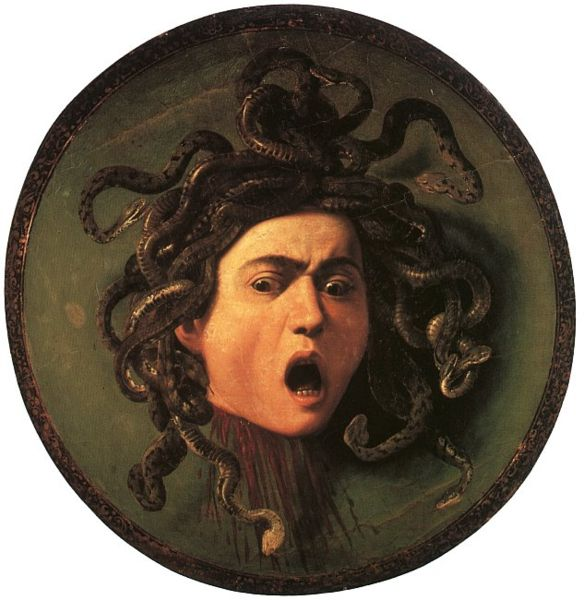
Medusa, de Caravaggio (Galería Uffizi, Florencia, Francia

Medusa (en griego antiguo  Μέδουσα Médousa, ‘guardiana ’, ‘protectora’), a veces referida simplemente como la Gorgona (Γοργώ), era un monstruo ctónico femenino, que convertía en piedra a aquellos que la miraban fijamente a los ojos. Fue decapitada por Perseo, quien después usó su cabeza como arma hasta que se la dio a la diosa Atenea para que la pusiera en su escudo, la égida. Desde la antigüedad clásica griega, la imagen de la cabeza de Medusa aparece representada en el artilugio que aleja el mal conocido como Gorgoneion. El mito pudo tener su origen en la abolición de los cultos de la diosa Luna caria y la libia Neith en los cuales las sacerdotisas llevaban máscaras de gorgonas.

## En la mitología griega

### Familia
Las tres hermanas gorgonas —Medusa, Esteno y Euríale— eran hijas de Forcis y Ceto, o de Gorgón y Ceto, en ambos casos monstruos ctónicos del mundo arcaico. Otros dicen que la Gorgona nació de Tifón y Equidna. Esta genealogía la comparten sus otras hermanas, las Greas, como en el Prometeo encadenado de Esquilo, quien ubica ambas trinidades muy lejos, en la «espantosa llanura de Cistene»:

No lejos, las alígeras hermanas
con serpientes por cabellos; las gorgonas,
enemigas del hombre

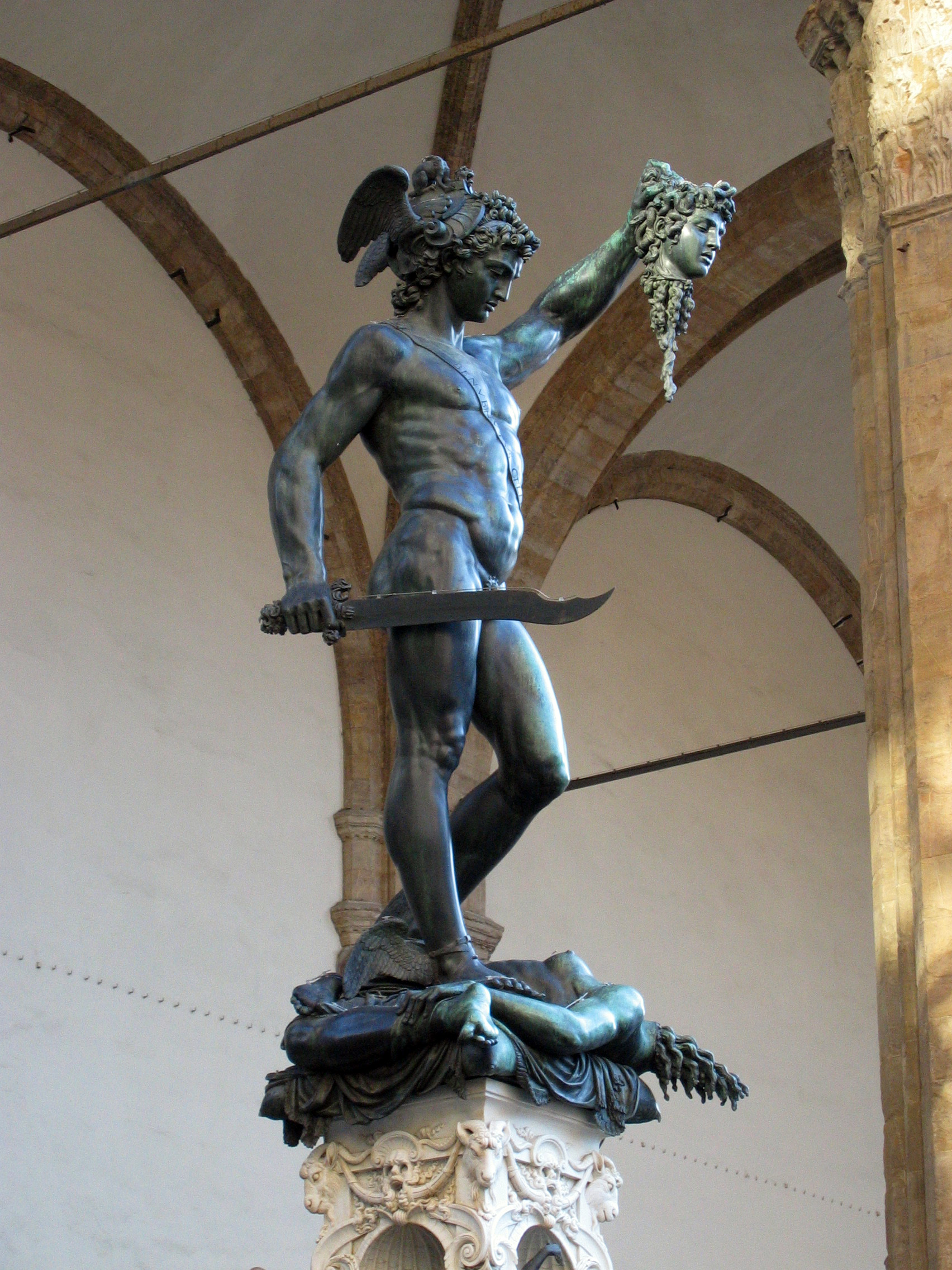
Perseo con la cabeza de Medusa, por Benvenuto Cellini, instalada en 1554.

De la unión entre Poseidón y Medusa nacieron Pegaso y Crisaor. Estos no nacieron hasta que Perseo le cercenó el cuello a la gorgona. Unos dicen que ambos brotaron de dentro de su cuello y otros que nacieron de las gotas de sangre. Incluso otros presuponen que Poseidón adoptó la forma de pájaro para yacer con Medusa y por eso Pegaso era alado. Se dice que de la sangre que manaba del cuello de Medusa en el desierto salpicado dio vida entre las arenas en la forma de serpientes lisas de muchas clases, y así esa tierra todavía pulula con serpientes mortales hasta el día de hoy. Versiones tardías dicen que Caco, un hijo de Hefesto y Medusa, que era el terror y la deshonra del bosque Aventino, arrojaba llamas por cada una de sus tres bocas.
Eurípides, en su tragedia Ion, dice que la Gorgona fue engendrada por la Tierra para ser una aliada de sus hijos los gigantes en su guerra contra los dioses olímpicos. Los pintores de vasijas y talladores de relieves griegos antiguos le conferían a Medusa y sus hermanas la estética de seres nacidos con forma monstruosa tomando en cuenta la naturaleza de monstruos ctónicos. Los textos tardíos acerca de los catasterismos nos hablan de la Gorgona primordial, llamada Ega, una hija de Helios con un cuerpo irresistiblemente hermoso pero un rostro espantoso. Los titanes le pidieron a la Tierra que la sepultara bajo una cueva en Creta. Se dice que Zeus, confiado en su juventud, se preparaba para la guerra contra los titanes cuando le fue dada la respuesta de que, si deseaba vencer, debía ir a la guerra protegido con la piel de una cabra, aigos, y la cabeza de la Gorgona. Los griegos llaman a esto la égida. Cuando sucedió esto Zeus, venciendo a los titanes, se apoderó del reino cubriendo los huesos restantes de la cabra con una piel, les dio vida y los conmemoró, representándolos con estrellas. Después entregó a Atenea la égida con la que había sido protegido cuando venció.

### Literatura
Hesíodo la nombra por vez primera en su obra Teogonía:

y a las Gorgonas que viven al otro lado del ilustre Océano, en el confín del mundo hacia la noche, donde las Hespérides de aguda voz: Esteno, Euríale y la Medusa desventurada; ésta era mortal y las otras inmortales y exentas de la vejez las dos. Con ella sola se acostó el de Azulada Cabellera en un suave prado, entre primaverales flores.

Pese a su origen monstruoso, en una oda escrita en el 490 a. C. por Píndaro ya se habla de la «Medusa de bellas mejillas». En la obra literaria, Las metamorfosis, poema narrativo del poeta romano Ovidio, la Medusa de abolengo divino es reinventada bajo la figura novelesca de una hermosa doncella, sacerdotisa de Atenea que fue violada por Poseidón, siendo su aspecto un castigo de la diosa:
«Era una joven resplandeciente de belleza, esperanza de muchos pretendientes llenos de recíprocos celos, pero en toda ella no hubo parte más admirable que sus cabellos. Conocía alguien que afirmaba haberlos contemplado. Se dice que el soberano del mar la violó en un templo de Minerva; la hija de Júpiter volvió la espalda y se cubrió la casta mirada con su égida. Y para que el hecho no quedara impune, cambió los cabellos gorgóneos en feas serpientes».
Pero recordemos que el poeta romano Ovidio fue desterrado de Atenas y reescribió mitos a su placer. Al igual que el mito de Aracne y algunos otros más. No hemos de confundir mitos de Ovidio con otros, y que la gran mayoría de sus adaptaciones son ciertas, y que fueron manipuladas, cambiadas o inventadas (creadas) por él.
En la mayoría de las versiones de la historia literaria, que difieren del mito original, Atenea le había conferido su aspecto monstruoso y Medusa estaba embarazada de Poseidón cuando fue decapitada por el héroe Perseo, que había sido enviado a buscar su cabeza por el rey Polidectes de Sérifos. Con la ayuda de Atenea y Hermes que le dieron las sandalias aladas, el casco de invisibilidad de Hades, una espada y un escudo espejado, el héroe fue a visitar a las Grayas para que le dijeran donde se encontraba la cueva de las gorgonas. Finalmente Perseo cumplió su misión. El héroe mató a Medusa acercándose a ella sin mirarla directamente sino observando el reflejo de la gorgona en el escudo para evitar quedar petrificado. Su mano iba siendo guiada por Atenea y así cortó su cabeza. Las hermanas de Medusa lo buscaron para vengarse, pero Perseo escapó volviéndose invisible gracias al casco de Hades. Del cuello de Medusa brotó su descendencia: el caballo alado Pegaso y el gigante Crisaor.
Jane Ellen Harrison argumenta que «su potencia sólo comienza cuando su cabeza es cortada y aquella potencia reside en la cabeza, es en una palabra una máscara con un cuerpo más tarde añadido... la base del Gorgoneion es un objeto de culto, una máscara ritual incomprendida». En la Odisea, Homero no menciona específicamente a la gorgona Medusa:

el pálido terror se apoderó de mí, temiendo que la ilustre Perséfone me enviase del Hades la cabeza del horrendo monstruo grisáceo

Lo que Harrison traduce como «la gorgona fue creada del terror, no el terror de la gorgona.»
Según Ovidio, Perseo pasó por el noroeste de África junto al Titán Atlas, que estaba allí sujetando el cielo y lo transformó en piedra. De forma parecida, se decía que los corales del mar Rojo se habían formado de la sangre de Medusa que salpicó las algas cuando Perseo dejó la cabeza petrificadora junto a la playa durante su breve estancia en Etiopía, donde salvó y se casó con la hermosa princesa Andrómeda. Incluso se decía que las víboras venenosas del Sáhara habían brotado de las gotas caídas de su sangre.
Perseo voló entonces a la isla donde su madre estaba a punto de ser casada por la fuerza con el rey. Gritó «Madre, protege tus ojos», y todos menos ella fueron convertidos en piedra por la vista de la cabeza de la Medusa.
Ovidio es el primer autor conocido que narra la versión de la petrificación de Atlas por Perseo, pero esta narración es anacrónica con respecto a la genealogía mítica, ya que Heracles sostuvo el firmamento mientras que Atlas iba en búsqueda de las manzanas de oro del Jardín de las Hespérides: siendo Perseo un ascendiente de Heracles, por lo cual jamás Atlas podría haber sucumbido a la mirada petrificante de Medusa generaciones antes de la vida de Heracles.
Aunque algunas referencias clásicas aluden a las tres gorgonas, Harrison considera que la multiplicación de Medusa en un trío de hermanas era un rasgo secundario del mito:

La forma triple no es primitiva, sino simplemente un ejemplo de una tendencia general... que hace de cada diosa una trinidad, lo que nos ha dado a las Horas, las Cárites, las Erinias y una multitud de tríos más. Es inmediatamente obvio que las gorgonas no eran realmente tres sino una más dos. Las dos hermanas supervivientes son meros apéndices debidos a la costumbre: la auténtica gorgona es Medusa.

Entonces le dio la cabeza a Atenea, quien la colocó en su escudo, la égida. Según algunas fuentes, la diosa le dio la sangre mágica de Medusa al médico Asclepio, pues la que manaba del lado izquierdo del cuello era un veneno mortal y la del lado derecho tenía el poder de resucitar a los muertos.
Pausanias recoge dos tradiciones alternativas acerca del origen del mito de Medusa. Una de ellas decía que había sido una reina de un territorio ubicado cerca del lago Tritónide, en Libia, que habría muerto de noche durante una campaña contra Perseo, un príncipe del Peloponeso. La segunda decía que en la región del desierto de Libia habitaban hombres y mujeres salvajes y que Medusa había sido una de ellas, que había empezado a hacer daño a los habitantes de la zona del lago Tritónide hasta ser muerta por Perseo.
Tzetzes nos dice que Medusa era una mujer de Pisidia que rivalizaba con Atenea en belleza, así que Atenea envió a Perseo contra ella mostrándole una pintura de la Gorgona alrededor de la ciudad de Samos, llamada Dicterión por el hecho de que se le mostraron estas cosas. Así que, volando hacia las Gorgonas y encontrándolas dormidas, decapitó a Medusa mientras se miraba en el espejo, no a ella, pues se habría convertido en piedra si la hubiera visto. Sus hermanas soltaron un gran lamento por sus muchas serpientes, emitiendo un siseo del que Atenea, según Píndaro, la llamara ley policéfala de los aulós.

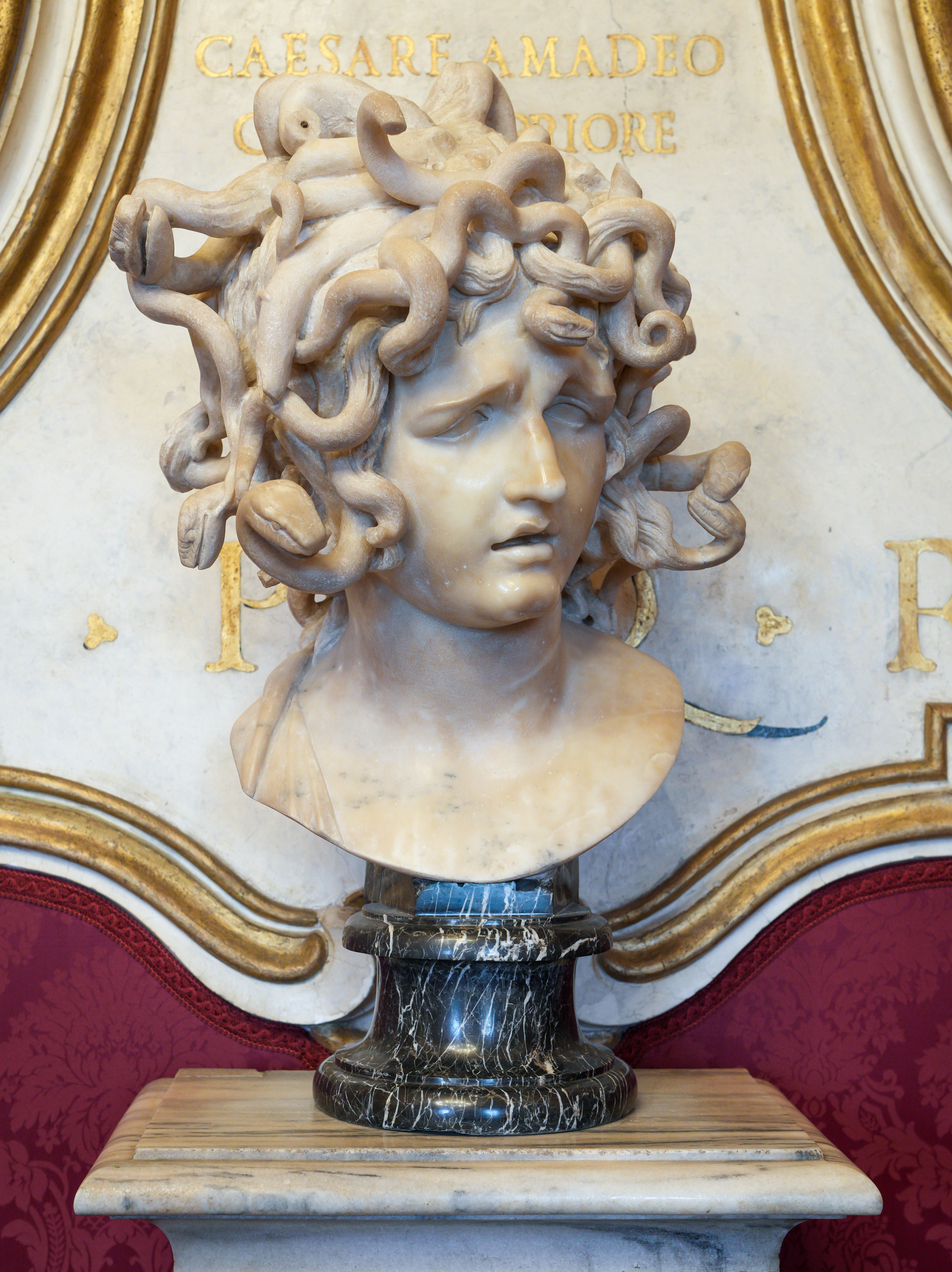
Medusa de Bernini.

## Interpretación desde el psicoanálisis
En 1940 se publicó póstumamente el artículo de Sigmund Freud Das Medusenhaupt (‘la cabeza de Medusa’), en el que sentó las bases para un cuerpo de críticas sobre el monstruo. Medusa se representa como «el talismán supremo que proporciona la imagen de la castración —asociada en la mente del niño con el descubrimiento de la sexualidad materna— y su negación.» Los psicoanalistas continúan con la crítica arquetípica en la actualidad. Beth Seeley analizó el castigo de Medusa por el «crimen» de haber sido violada en el templo de Atenea como un resultado de los conflictos no resueltos de la diosa con su padre, Zeus.

## El origen del mito dentro del contexto bélico y religioso

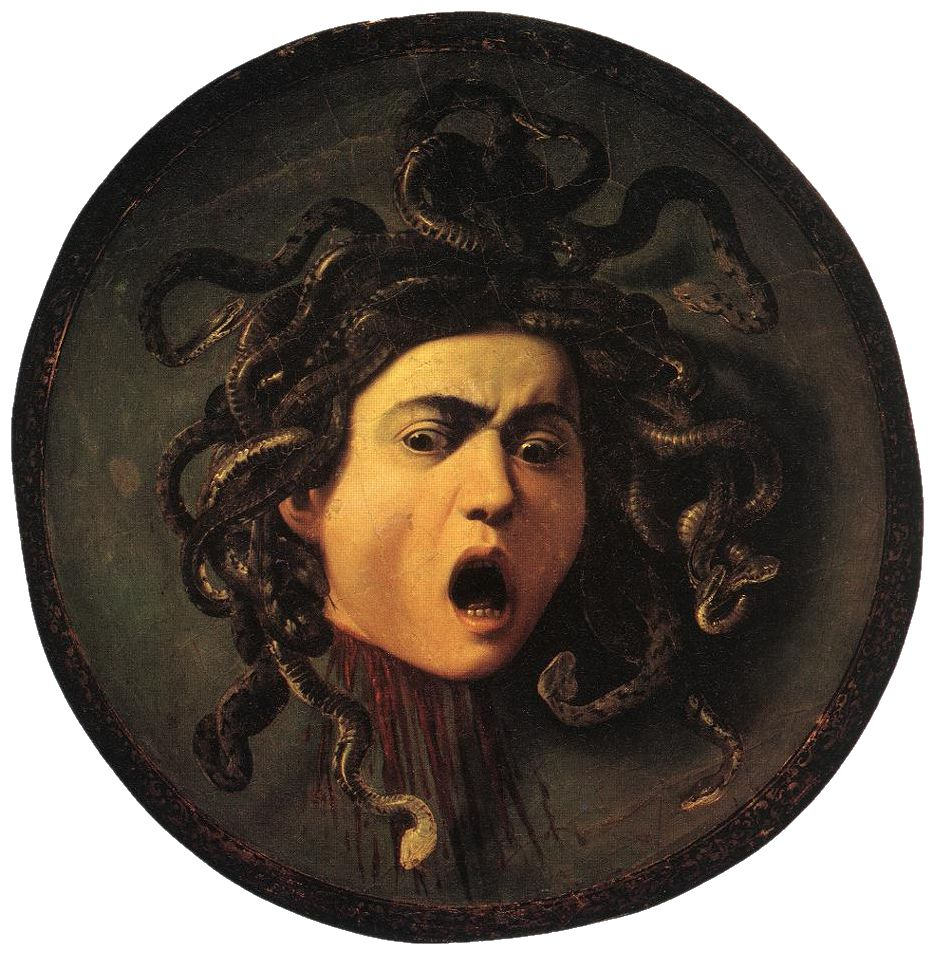
Medusa de Caravaggio

El escritor y erudito británico Robert Graves, en su obra titulada Los mitos griegos (Vol. I), comenta que después de la caída del reino de Cnosos, aproximadamente en el 1400 a. C., una de las mayores fuerzas bélicas en el Mediterráneo pasó a ser la flota caria. Homero menciona a los carios como aliados de los troyanos y que habrían llegado a habitar en algún momento a lo largo del río Meandro en la antigua polis griega de Mileto. Según la obra citada de Robert Graves y la también británica Jane Ellen Harrison en su obra Prolegomena to the Study of Greek Religión (1903), una colonia argiva en Caria supuso el enfrentamiento religioso entre los invasores helenos y un culto local de la diosa Luna cuyas sacerdotisas, que representaban en la época a la misma diosa, llevaban una máscara profiláctica de gorgona o incluso de animales para ahuyentar a los no iniciados o profanos, máscaras de las cuales fueron despojadas para abolir ese culto.
Asimismo, Robert Graves estima probable que el mito refleje otro conflicto bélico y religioso en el que durante una conquista argiva en Libia se suprimiría el sistema matriarcal y se irrumpiría en los misterios de la diosa Neith. El escritor del siglo II a. C. Dionisio Escitobraquión consideraba, acorde con Heródoto, que el mito pudo plasmarse originalmente en Libia como parte de la religión de los bereberes.

### La máscara de gorgona en el arte culinario
En el arte culinario de la antigua Grecia, los panaderos colocaban una máscara de gorgona sobre los hornos para alejar de allí a los curiosos e impedir que estos abriesen las puertas de los mismos, evitando así que las corrientes de aire frío les arruinaran la cocción del pan.

## En el arte
Desde tiempos antiguos, Medusa y las gorgonas fueron inmortalizadas en numerosas obras de arte, tanto en escultura como en pinturas realizadas en vasos. En la época arcaica era común representar a estos seres con apariencia monstruosa, serpientes en los cabellos, aladas y sacando la lengua. Pese a su apariencia monstruosa de gorgona, Medusa era un tema de inspiración frecuente del que los artistas parecían disfrutar. Se han conservado algunos ejemplos destacados en los museos de Siracusa, Louvre o Corfú.
| |
| Frontón occidental del templo de Artemisa de Corfú (hacia 580 a. C.), Museo Arqueológico de Corfú. |

| |
| Gorgona procedente del templo de Apolo de Siracusa (hacia 500 a. C.), Museo Arqueológico de Siracusa. |

|                                                                     |
| Dinos del Pintor de la Gorgona (hacia 580 a. C.), Museo del Louvre. |

|                                                                                  |
| Pintura de una gorgona sobre una ánfora (hacia 520-510 a. C.), Museo del Louvre. |

Entre otras obras de la Antigüedad destacadas de periodos posteriores puede citarse el escudo de Alejandro Magno, como aparece en el mosaico de Issos hallado en la casa del Fauno de Pompeya (c. 200 a. C.) y la Medusa de Rondanini, una copia romana del Gorgoneion sobre la égida de Atenea.
Algunos ejemplos de representaciones de Medusa a partir del Renacimiento son:
- Perseo con la cabeza de Medusa (bronce), por Benvenuto Cellini (1554);
- Medusa (óleo sobre lienzo), por Caravaggio (1597);
- Cabeza de Medusa, por Pedro Pablo Rubens (1618);
- Perseo petrifica a Fineo y sus secuaces (óleo sobre lienzo), por Luca Giordano (primeros años 1680);
- Perseo con la cabeza de Medusa (mármol), por Antonio Canova (1801);
- Medusa (óleo sobre lienzo), por Arnold Böcklin (c. 1878);
- Perseo (bronce), por Salvador Dalí.

Acompañando a la resurrección de la leyenda por la Mitología de Thomas Bulfinch, «Medusa se había convertido en un tema común en el arte» para el siglo XIX. Los cuadros del Ciclo de Perseo de Edward Burne-Jones y un dibujo de Aubrey Beardsley dieron paso a las obras del siglo XX de Paul Klee, John Singer Sargent, Pablo Picasso y Auguste Rodin, con su escultura en bronce Las puertas del infierno. Medusa también ha sido representada en el arte desde su propia perspectiva psicológica y sociológica, como ilustra la escultura Medusa del artista contemporáneo David Master.
Existen más de 480 representaciones de Medusa a lo largo de la historia del arte.

## En la cultura popular

### Televisión
- Duzer es una Gorgona en la serie animada de 1990 Gravedale High.
- El mito de Medusa es central en el segmento del episodio Tales from the Cryptkeeper, "Myth Conceptions", bajo la apariencia de una niña llamada Zola.
- En The Powerpuff Girls, una de las villanas es Sedusa, una mujer codiciosa con mechones de pelo prensiles.
- En el episodio 18 de la serie animada The Real Adventures of Jonny Quest, el Dr. Jeremiah Surd creó un avatar de Medusa (con la voz de Frank Welker) en un intento de proteger los restos de una estatua de Apolo en el mundo virtual.
- Las tres hermanas Gorgona aparecen en el episodio de American Dragon: Jake Long, "Bring It On". En un cambio adaptativo a su representación original, las tres Gorgonas: Furia (Cathy Cavadini, el nombre de Stheno en esta versión), Euryale (Hynden Walch) y Medusa (Charity James) son inmortales, pero aun así fueron derrotadas por Perseo, quien las engañó. Las obliga a mirar sus propios reflejos en el escudo de Atenea, petrificándose. Confundidas con estatuas, las Gorgonas fueron enviadas a museos estadounidenses. Siglos más tarde, en una excursión escolar, el profesor Rotwood desencadena una reacción en cadena que derriba a Fury, liberándola sin saberlo. Fury luego hipnotiza a las porristas de la escuela para que la ayuden a encontrar y liberar a sus compañeras Gorgonas. El clímax del episodio tiene lugar en el Río Hudson, donde Jake Long y sus aliados deben luchar contra las tres Gorgonas en un barco pesquero. La amiga de Jake, Trixie Carter, pone celosas a las Gorgonas diciendo que Medusa siempre será más popular que las otras dos. En un acto de rivalidad entre hermanos, las Gorgonas se petrifican entre sí. Jake, sus aliados y las porristas liberadas dejan que las Gorgonas se hundan en el fondo del río Hudson.
- En la serie de televisión de 2023 Percy Jackson y los dioses del Olimpo, Medusa aparece en el episodio 3, "Visitamos el Emporio de Gnomos en el Jardín", y es interpretada por Jessica Parker Kennedy. Se la ve tratando de atraer a Percy y sus amigos para que acepten sus solicitudes de volverse unos contra otros.

### Película
- Medusa es un personaje de la película de 1981, Furia de titanes. El creador de efectos especiales Ray Harryhausen utilizó animación stop motion para representar la batalla con Medusa. Aunque "la historia esencial se apega más a sus fuentes que cualquier otra interpretación", la película se toma libertades creativas ya que la biología de Medusa difiere de "cualquier representación anterior, antigua o moderna", con la parte inferior del cuerpo de una serpiente en lugar de piernas. Medusa también aparece en la nueva versión de la película de 2010, con un rostro más humano que se contorsiona cuando convierte a sus víctimas en piedra.
- En Monsters, Inc. de Pixar, la novia cíclope de Mike Wazowski, Celia Mae (con la voz de Jennifer Tilly), tiene pelo de serpiente como las Gorgonas, pero carece de la capacidad de petrificar a quienes se encuentran con su mirada.
- Medusa aparece en la película Percy Jackson y el ladrón del rayo (interpretada por Uma Thurman), donde ataca a Percy Jackson y sus amigos mientras buscan la Perla de Perséfone en su jardín (que tiene estatuas: personas que ella tiene, convertidas en piedra). Cuando los amigos de Percy conducen un auto contra una pared, Medusa se distrae y Percy la decapita antes de escapar. El trío luego se queda con la cabeza de Medusa y la usa para matar a la Hidra. En una escena de mitad de créditos, el padrastro abusivo de Percy, Gabe Ugliano, encuentra la cabeza cortada de Medusa en el refrigerador y se convierte en piedra.

## Vexilología y heráldica
Medusa se encuentra presente como un símbolo de la isla italiana de Sicilia, representada tanto en su bandera como en su escudo regional. La bandera lleva en su centro una variante del trisquel, el cual consta de tres piernas flexionadas que representan la forma de la isla y en el centro la cara de Medusa con alas y tres espigas de trigo que representan la prosperidad y la fertilidad de la isla.